# Temple de Quirinus
Le temple de Quirinus (en latin : Aedes Quirini ou Templum Quirini) est un temple romain construit à Rome sur le Quirinal durant la République romaine et dédié à Quirinus, forme divinisée de Romulus.

## Localisation

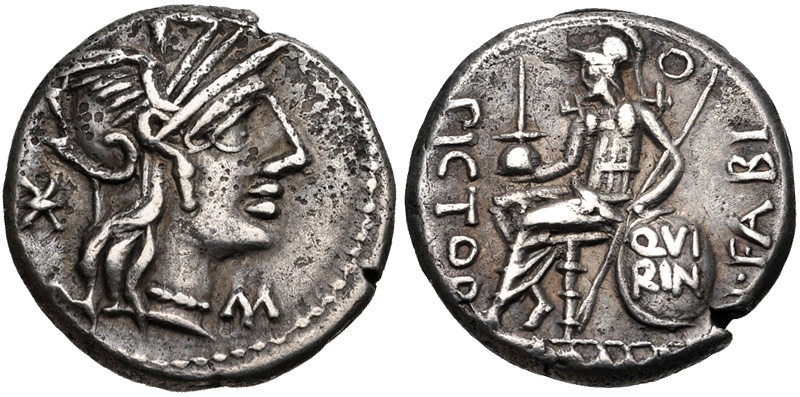
Denier marqué de l'image de la Dea Roma à l'avers, de Q. Fabius Pictor, flamine de Quirinus (bouclier marqué QVIRIN), au revers, 126 av. J.-C.

Il ne reste aucun vestige du temple, ce qui rend sa localisation délicate. Selon une hypothèse émise par Rodolfo Lanciani, le temple est construit sur la partie occidentale du Quirinal (collis Quirinalis), au sommet de la colline, près du Capitolium Vetus,, sur le site d'un autel d'époque archaïque dédié au dieu guerrier sabin Quirinus par la tribu établie sur le Quirinal. Ce sanctuaire aurait donné son nom à la colline. À proximité est érigé à la fin du Ier siècle par Domitien un temple dédié à la gens Flavia. L'emplacement du temple correspondrait aujourd'hui à l'intersection des Via del Quirinale et Via delle Quattro Fontane, du côté de la Piazza Barberini. Cette hypothèse s'appuie sur le témoignage de l'architecte peintre Alberto Alberti du XVIe siècle av. J.-C. qui affirme avoir vu un chapiteau dorique à l'emplacement de l'actuel Palais du Quirinal et sur la découverte dans la même zone de deux inscriptions d'époque républicaine dédiées à Mars et Quirinus. Ces deux arguments demeurent fragiles et ne constituent pas une preuve suffisamment solide. La topographie générale du Quirinal, qui dépend en grande partie de l'emplacement du temple de Quirinus, reste très incertaine.
Une hypothèse plus récente s'appuie sur la découverte en 1907 de fragments de décoration en terre cuite sous le siège du Ministère de l'Agriculture sur le Largo di Santa Susanna et sur la mise au jour en 1878  d'ex-voto datés du VIIe au IVe siècle av. J.-C. sous les escaliers de l'église Santa Maria della Vittoria,. Ces découvertes confirment la présence d'un lieu de culte archaïque dans cette zone et la datation de certains éléments de terre cuite coïncide avec la construction du temple de Quirinus sous la République. Trois autres fragments de style dorique semblent confirmer cette hypothèse, le temple de Quirinus étant un des rares temples doriques de Rome.

## Histoire

### Construction
Selon les auteurs antiques,, la construction du temple débute à la fin du IVe siècle av. J.-C. à la suite d'un vœu prononcé par Lucius Papirius Cursor lors de sa dictature de 325 av. J.-C.,. Il est dédié en 293 av. J.-C. par un descendant du dictateur, Lucius Papirius Cursor, alors que ce dernier est consul. Les sources antiques donnent deux dies natales pour ce temple, le 17 février et le 29 juin. Cette dernière date ayant été ajoutée par César dans le calendrier romain, il est probable que le temple du IIIe siècle av. J.-C. ait été dédié un 17 février et que le dies natalis a été modifié et fixé au 29 juin après la reconstruction et la nouvelle dédicace sous Auguste.

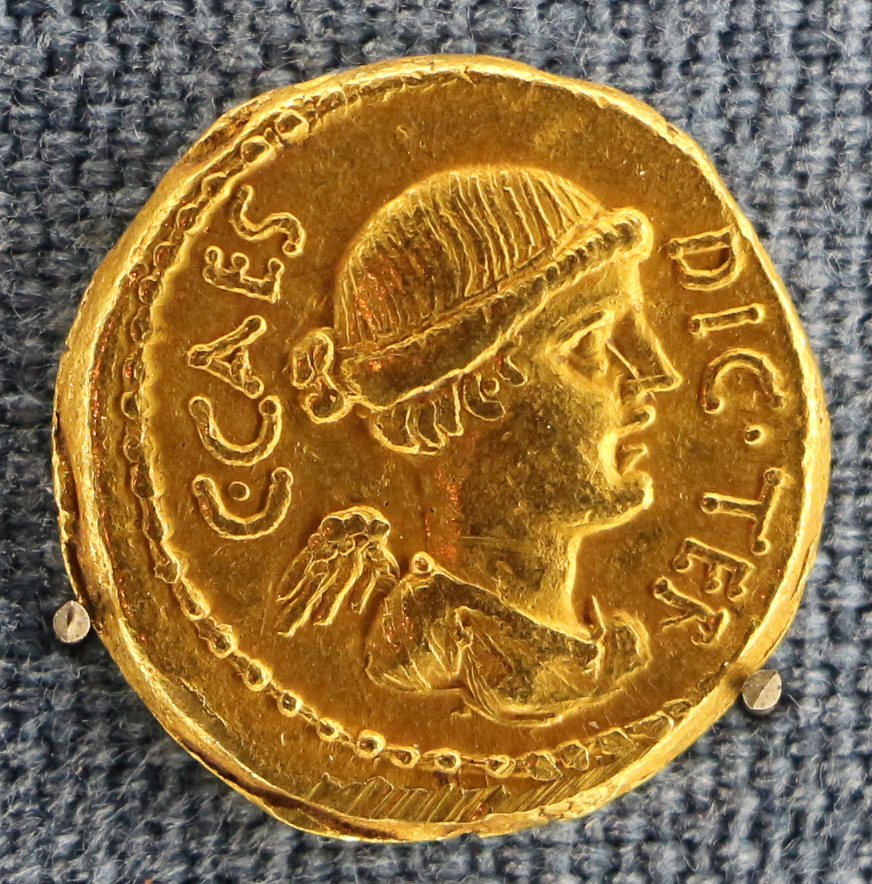
Monnaie d'or de la 3e dictature de Jules César, 45 av. J.-C.

### Restauration de César
Le temple est endommagé par un incendie en 49 av. J.-C. Il est restauré quelques années plus tard et en 45 av. J.-C., Jules César fait placer une statue de lui-même, sous des apparences divines et avec l'inscription Deo Invictio, auprès de la statue cultuelle de Quirinus dans la cella du temple.

### Reconstruction augustéenne
En 16 av. J.-C., le temple est entièrement reconstruit par Auguste qui assume ainsi son statut de fils d'un dieu, mais sans commettre les excès de Jules César dans la symbolique. Auguste procède à une nouvelle dédicace de l'édifice,.

## Description

### Le temple républicain
Selon Pline l'Ancien, le temple est précédé de deux myrtes dont l'état des branchages symbolise l'équilibre et la coexistence pacifique entre les patriciens et les plébéiens.

« Au nombre des plus vieux temples est celui de Quirinus, c'est-à-dire de Romulus lui-même : deux myrtes sacrés, plantés devant le temple, y vécurent longtemps, appelés l'un patricien, l'autre plébéien ; pendant beaucoup d'années le myrte patricien eut la prédominance, plein de sève et de vigueur; et tant que le sénat fleurit il fut énorme : le myrte plébéien était rabougri et chétif ; mais quand il prit le dessus au moment où le myrte patricien commença à se flétrir, pendant la guerre des Marses, l'autorité des sénateurs s'affaiblit, et peu à peu ce corps majestueux tomba dans l'épuisement et la stérilité. »

— Pline l'Ancien, Histoire naturelle, XV, 36, 2

### Le temple augustéen

#### Architecture
Après la restauration de 45 av. J.-C. puis la reconstruction d'époque augustéenne, le temple est diptère octastyle d'ordre dorique selon Vitruve, avec une péristasis comprenant 76 colonnes selon Dion Cassius : huit en façade sur deux rangées, huit à l'arrière sur deux rangées et quinze colonnes latérales sur deux rangées également. Vitruve, qui écrit vers 30 av. J.-C., décrit le temple tel qu'il est après la restauration de 45 av. J.-C., tandis que Dion Cassius décrit le temple augustéen. Leurs deux témoignages concordent, ce qui veut dire que la reconstruction sous Auguste a globalement conservé l'architecture et le plan général du temple.
Le fronton du temple est connu grâce à sa représentation sur le relief dit du « Don d'Hartwig » qui faisait partie de la décoration du temple de la gens Flavia, situé à proximité. Sur un fragment de ce relief apparaissent deux chapiteaux d'ordre toscan ou dorique supportant un entablement surmonté d'un fronton orné d'un relief. Sur le relief, l'édifice est tétrastyle. Il s'agit d'un exemple de simplification de la réalité dans l'art romain pour s'adapter à un espace réduit entre les personnages principaux.

#### Décoration

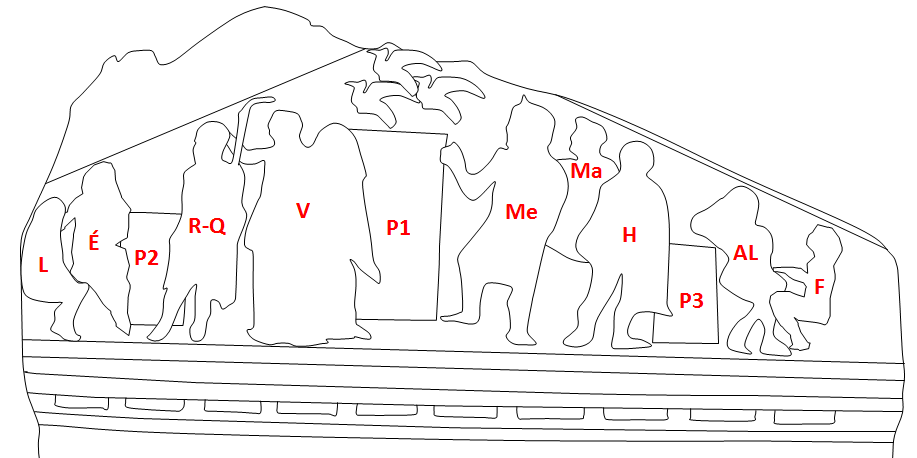
Schéma du fronton représenté sur un fragment du relief Hartwig.

Le tympan du fronton est décoré d'une scène où Romulus-Quirinus est le personnage principal. Cette scène a dans un premier temps été interprétée comme « Romulus et Rémus prenant les auspices pour la fondation de Rome ». Toutefois, il s'agirait plutôt d'une mise en parallèle de la divinisation de Quirinus avec les origines de Rome. Le relief représente Romulus divinisé (identifié à Quirinus) qui est conduit à l'apothéose par une Victoire (V) et Mars (Ma), représenté à l'arrière-plan. La scène se déroule devant un temple caractérisé par les trois portes de la cella (P1, P2 et P3), celle au centre, que Romulus (R-Q) s'apprête à franchir sur un signe de Mercure (Me), est la plus haute et est survolée par trois oiseaux, en référence aux oiseaux observés lors de la fondation de Rome. Derrière Mercure se tient Hercule (H), présent du fait de ses liens avec Mars et avec les légendes du Palatin et de l'Ara Maxima. Aux deux extrémités du relief sont représentés deux couples identifiés comme étant Énée et Lavinia (É et L), possible personnification de Lavinium, derrière Romulus et Acca Larentia et Faustulus (AL et F) derrière Hercule. Chaque couple devait être accompagné d'un animal, la Louve près de Faustulus et une truie près d'Énée, rappelant la légende des jumeaux Rémus et Romulus et celle de la fondation de Lavinium. Ce relief s'inscrit dans un vaste programme idéologique entrepris par Auguste qui s'efforce de renforcer les liens unissant sa famille aux différentes légendes associées à la fondation de Rome.

### Le portique
Le temple se tient sur une haute et large plate-forme qui soutient également, sur chacun des longs côtés, un long portique d'ordre dorique d'une trentaine de colonnes sur deux rangées et surélevé de deux marches, connu sous le nom de porticus Quirini. On y trouve un sanctuaire dédié à Hora, épouse de Quirinus, et le plus ancien des calendriers solaires de Rome offert par Lucius Papirius Cursor en 293 av. J.-C.,

### Ouvrages généraux
- (en) Samuel Ball Platner et Thomas Ashby, A topographical dictionary of Ancient Rome, Londres, Oxford University Press, 1929, 608 p.
- (en) Filippo Coarelli, Rome and environs : an archaeological guide, University of California Press, 2007, 555 p. (ISBN 978-0-520-07961-8, lire en ligne)
- (it) Andrea Carandini (dir.) et Paolo Carafa (dir.), Atlante di Roma Antica : Biografia e ritratti della città, Electa, 2012
- (en) Adam Ziolkowski, The temples of Mid-Republican Rome and their historical and topographical context, Rome, « L'Erma » di Bretschneider, coll. « Saggi di Storia Antica » (no 4), 1992, 341 p. (ISBN 88-7062-798-5)

### Ouvrages sur le temple
- (it) Filippo Coarelli, « Quirinus , aedes », dans Eva Margareta Steinby (dir.), Lexicon Topographicum Urbis Romae : Volume Quarto P - S, Edizioni Quasar, 1999, 520 p. (ISBN 88-7140-135-2), p. 185-187
- Françoise-Hélène Massa-Pairault, « Romulus et Remus : réexamen du miroir de l’Antiquarium Communal », Mélanges de l'École française de Rome - Antiquité, nos 123-2,‎ 2011, p. 505-525 (lire en ligne)
- (it) Rita Paris, « Propaganda e Iconografia : una lettura del frontone del tempio di Quirino sul frammento del "Rilievo Harwig" del Museo Nazionale Romano », Bollettino d'Arte, no 52,‎ 1988, p. 27-38
- Danielle Porte, « Quirinus, Auguste, Apothéose », Vita Latina, no 132,‎ 1993, p. 18-26
- (it) P. Carafa, « Il tempio di Quirino : considerazioni sulla topografia arcaica del Quirinale », Archeologica Classica, no 45,‎ 1993, p. 119-143
- (en) Elisha Ann Dumser, « Quirinus, Aedes », Digital Augustan Rome,‎ 2008 (lire en ligne)
- (it) G. Manca Di Mores, « Terrecotte architettoniche e problemi topografici : contributi all'identificazione del Tempio di Quirino sul colle Quirinale », Studi classici, Université de Pérouse, no 20,‎ 1983, p. 323-360